# Schneppe (Ruppichteroth)
Schneppe ist ein Ortsteil der Gemeinde Ruppichteroth im Rhein-Sieg-Kreis in Nordrhein-Westfalen. Der Name deutet auf eine ehemalige Zollstation hin.

## Lage
Der Einzelhof liegt auf der Nutscheid. Nachbarorte sind Berg im Norden, Schellenbruch im Osten, Hönscheid im Süden und Wilkomsfeld im Westen.

## Geschichte
1809 hatte der Ort 25 katholische Einwohner. Damals gehörte er zur Commüne Velken.
1838 heiratet ein Fuhrmann Friedrich Prinz aus Drolshagen Elisabeth Wilhelmina Wirtz aus Schneppe und übernahm die Gastwirtschaft ihres Vaters. Diese haben er und sein Sohn bis 1864 hier betrieben, nach dem Bau der Bröltalstraße 1864 aber nach Schönenberg verlegt. Bis dahin war die Straße über Schneppe und Winterscheid die einzige Verbindung zwischen der Bürgermeisterei und Allner.
1910 waren für den Weiler die Haushalte der Ackerer Joh. Lückeroth und Joh. Wirtz verzeichnet.